# 城巴722線
城巴722線是一條港島專利巴士路線，來往耀東邨及中環碼頭，並設有由耀東邨單向往中環（交易廣場）的特別班次。

## 簡介及歷史
722線於1984年6月8日配合東區走廊第一期通車而投入服務，由中巴營運，初時往返鰂魚涌及金鐘站，1985年延長至中環，只於平日繁忙時間提供服務。初期客量不俗，但後來受到地鐵（今港鐵）港島綫影響，客量不斷下跌，最終於1993年8月2日取消，中巴把原有資源調往當日開辦的788線。
筲箕灣半山的耀東邨於1994年入伙，但初期只有2A、2M及22線提供服務，並沒有直達中環的巴士服務。居民不斷爭取，中巴於1995年9月4日重開722線，但延長至耀東邨，跟以往一樣只在平日繁忙時間提供服務。1998年9月1日由新巴接辦。1999年3月29日，722線及720線一同提升至全日服務，客量和地位開始上升。
而21線於1978年5月1日由中巴開辦，往返太古城及中環，除了為太古城居民提供對外交通服務，也用以輔助需求日益增加的20線。初期客量同樣不俗，但也同樣受地鐵（今港鐵）港島綫影響，客量不斷下跌。在中巴營運後期，21線班次疏落，用車殘舊，客量稀少。
在新巴營運首天，21線作出轉型，改為接駁機場快綫的M21線，派出全新的丹尼士飛鏢單層巴士（20xx）行走。當時新巴的車隊仍以前中巴車隊為基調，新巴士的數量不多，M21線以新巴士作賣點，吸引了不少貪新鮮的乘客乘坐。但隨著新意漸退，加上M21線本身並不途經東區走廊，行車時間較長，M21線的光輝歲月，只維持了一段短時間。新巴也改派來自前中巴的空調巴士行駛M21線。
2001年6月3日，新巴把M21及722線合併成M722線，以722線改編號、改循環線，及繞經中環碼頭及香港站取代原有M21線的服務，而M722線往中環也取消了銅鑼灣百德新街的巴士站，縮短行車時間。經此改動，加上鰂魚涌逐漸轉型成商業區，M722線客量上升了不少，雖然跟8P、720、788等線仍有一段距離。
於2007年東區巴士路線發展計劃裡，曾建議M722線繞經北角，改用糖水道往東區走廊，但受到耀東邨及鰂魚涌居民反對，故此計劃最終擱置。
2009年11月14日：M722線獲雅虎香港贊助當天全日乘客的車資，以配合雅虎香港的新一輪宣傳推廣活動，乘客於當日可免費乘搭M722線，雅虎更在M722線部份車隊貼上全新的全車身廣告，成為香港首條獲商業機構贊助車費的專利巴士路線。
不過M722線主要的服務對象是往來灣仔、中環的東區居民，甚少乘客會採用M722線轉乘機場快線，故此由2010年5月15日起，M722線不再途經香港站（民祥街），改經港景街及中環（交易廣場）巴士總站，編號改回722，起訖點改為耀東邨 ↺ 中環碼頭，並取消循環運作，巴士站改以紫底白字顯示722線編號，是新巴第一條7字頭的東區走廊快線實施這項改動。
2013年8月25日起，此線取消循環運作（平日早上班次除外），以耀東邨及中環碼頭作兩邊總站，回程並改經德輔道中，以維持班次穩定性。不過改動實施後，有乘客投訴於德輔道中或民光街上車後需在中環碼頭下車，然後用八達通轉乘最先開出的班次，甚為不便，因此於2017年2月26日起，此線再度改為循環運作，中環碼頭巴士總站為循環點，但會在該處設立定時點以穩定班次。
2019年3月31日：722線往耀東邨方向改經康山道，不經太古城中心外一段英皇道，並取消英皇道「太古城中心」站，改停康山道「康怡廣場」站。
2023年7月1日：因應城巴新巴專營權合併，本線改由城巴經營。

## 服務時間及班次
常規班次
| 耀東邨開         | 耀東邨開                   | 耀東邨開                   | 中環碼頭開（大約） | 中環碼頭開（大約）         | 中環碼頭開（大約）         |
| 日期             | 服務時間                   | 班次（分鐘）               | 日期               | 服務時間                   | 班次（分鐘）               |
| ---------------- | -------------------------- | -------------------------- | ------------------ | -------------------------- | -------------------------- |
| 星期一至五       | 06:10、06:21、06:42、07:04 | 06:10、06:21、06:42、07:04 | 星期一至五         | 06:40、06:52、07:15、07:35 | 06:40、06:52、07:15、07:35 |
| 星期一至五       | 07:20-07:52                | 8                          | 星期一至五         | 07:55-08:24                | 8-12                       |
| 星期一至五       | 07:59、08:07               | 07:59、08:07               | 星期一至五         | 08:40、09:00               | 08:40、09:00               |
| 星期一至五       | 08:22                      | 08:22                      | 星期一至五         | 09:20-16:30                | 11-12                      |
| 星期一至五       | 08:30-09:09                | 13                         | 星期一至五         | 16:30-23:47                | 12-18                      |
| 星期一至五       | 09:09-15:45                | 12                         | 星期一至五         | 00:07                      | 00:07                      |
| 星期一至五       | 15:45-22:45                | 15                         |                    |                            |                            |
| 星期一至五       | 22:45-23:33                | 16                         |                    |                            |                            |
| 星期六           | 06:12-06:36                | 12                         | 星期六             | 06:40-07:04                | 12                         |
| 星期六           | 07:00、07:32、07:52        | 07:00、07:32、07:52        | 星期六             | 07:30                      | 07:30                      |
| 星期六           | 08:02、08:22               | 08:02、08:22               | 星期六             | 08:00-09:00                | 20                         |
| 星期六           | 08:33-16:45                | 12                         | 星期六             | 09:20-16:30                | 11-12                      |
| 星期六           | 16:45-22:45                | 15                         | 星期六             | 16:30-23:47                | 12-18                      |
| 星期六           | 22:45-23:33                | 16                         | 星期六             | 00:07                      | 00:07                      |
| 星期日及公眾假期 | 06:00-23:15                | 15                         | 星期日及公眾假期   | 06:35-22:20                | 15-20                      |
| 星期日及公眾假期 | 23:33                      | 23:33                      | 星期日及公眾假期   | 22:20-00:07                | 12-20                      |

- 綠字班次以中環3號碼頭為循環點

特別班次（耀東邨 → 中環（交易廣場））
- 星期一至五：06:00、06:31、06:53、07:12、07:28、08:05、08:25、08:42、08:50
- 星期六：06:00、06:48、07:12、07:22、07:42、08:12、15:09

星期日及公眾假期不設服務

## 收費
全程：$8.1
- 舊灣仔警署往中環碼頭：$5.2
- 置地廣場往耀東邨：$8.1
- 北角消防局往耀東邨：$5.2
- 太康樓往耀東邨：$3.2

| - 本線設有12歲以下小童及65歲或以上長者半價優惠。 - 65歲或以上香港居民使用「樂悠咭」，以及12歲以下合資格殘疾兒童使用「殘疾人士身份」個人八達通繳付車資，均可享有每程$2.0或半價（以較低者為準）的票價優惠；12至64歲合資格殘疾人士使用「殘疾人士身份」個人八達通（包括「樂悠咭」），以及60至64歲香港居民使用「樂悠咭」繳付車資，均可享有每程$2.0或全費（以較低者為準）的票價優惠。 - 65歲或以上長者如使用長者或一般個人八達通繳付車資，則只可享有半價優惠；12至64歲合資格殘疾人士如不使用「殘疾人士身份」個人八達通，以及60至64歲人士如不使用「樂悠咭」繳付車資，必須繳付全費。 - 乘客可以現金或八達通於上車時付款，不設找續。 - 每位成人乘客可免費攜帶最多兩名4歲以下而不佔座位的兒童乘客乘車，超額之4歲以下小童必須繳付小童車費乘車。 - 九龍巴士、城巴及龍運巴士全職員工及家屬（不包括外判職員）可免費乘搭本路線，惟必須拍職員或職員家屬八達通。 - 乘客亦可使用AlipayHK「易乘碼」、支付寶、 WeChatHK／微信支付「搭車碼」、銀聯雲閃付「乘車碼」及BOC Pay「乘車碼」、具有感應式支付功能的VISA、Mastercard及銀聯卡，以及Apple Pay、Google Pay及Samsung Pay流動支付平台繳付車資。使用此支付方式的乘客可享有中途下車之分段收費，以及與其他城巴獨營路線或聯營線城巴班次之轉乘優惠，惟不適用於與非城巴路線之轉乘優惠。使用此支付方式的乘客亦不能享有「公共交通費用補貼計劃」及「長者及合資格殘疾人士公共交通票價優惠計劃」。 |

### 八達通轉乘優惠
乘客登上本線後指定時間內以同一張八達通卡轉乘以下路線，或從以下路線登車後指定時間內以同一張八達通卡轉乘本線，次程可獲車資折扣優惠：
722往中環碼頭 → 722往耀東邨，回贈首程車資，轉乘時限為60分鐘，必須於中環登車並於中環碼頭巴士總站轉乘方可享有優惠。
722←→4(X)、18、30X，次程可獲$1折扣優惠，轉乘時限為90分鐘
- 722往中環碼頭 → 4(X)往華富、18往堅尼地城或30X往數碼港，優惠祇適用於東區走廊之前登上路線722的乘客
- 4(X)往中環、30X往金鐘或18往北角 → 722往耀東邨

722←→15，轉乘時限為120分鐘
- 722往中環碼頭 → 15往山頂，回贈首程車資，優惠祇適用於東區走廊之前登上路線722的乘客
- 15往中環 → 722往耀東邨，次程車資全免，優惠祇適用於司徒拔道或之前登上路線15的乘客

722←→A11，兩程總車資$45
- 722往中環碼頭 → A11往機場，轉乘時限為90分鐘，優惠祇適用於東區走廊之前登上路線722的乘客
- A11往市區 → 722往耀東邨，轉乘時限為120分鐘，優惠祇適用於機場登上路線A11或A12的乘客

## 使用車輛
本線主要使用Enviro 500/Enviro 500 MMC（40XX、55XX）及富豪B9TL（45XX、52XX）雙層空調巴士行走。

## 行車路線
常規班次
經：耀興道、惠亨街、太祥街、筲箕灣道、英皇道、康山道、英皇道、東區走廊、維園道、告士打道、夏愨道、紅棉路天橋、金鐘道、德輔道中、永和街、干諾道中、林士街、民光街、民耀街、中環碼頭巴士總站、民光街、民耀街、港景街、中環（交易廣場）巴士總站、干諾道中（東行）、支路、干諾道中（西行）、域多利皇后街、德輔道中、金鐘道、軒尼詩道、分域街、駱克道、軍器廠街、天橋、告士打道、菲林明道、鴻興道、天橋、告士打道、維園道、東區走廊、渣華道、英皇道、康山道、英皇道、筲箕灣道、太康街、鯉景道、太安街、成安街及耀興道。
特別班次
經：耀興道、惠亨街、太祥街、筲箕灣道、英皇道、康山道、英皇道、東區走廊、維園道、告士打道、夏愨道、紅棉路天橋、金鐘道、德輔道中、永和街、干諾道中、林士街、民光街、民耀街、港景街、中環（交易廣場）巴士總站、干諾道中、夏愨道、告士打道、維園道、東區走廊、渣華道、英皇道、康山道、英皇道、筲箕灣道、太康街、鯉景道、太安街、成安街及耀興道。

### 沿線車站
| 1        | 耀東邨           | 耀東邨巴士總站           |
| 2        | 耀東邨耀華樓     | 耀興道                   |
| 3        | 東熹苑逸熹閣     | 耀興道                   |
| 4        | 興東邨           | 耀興道                   |
| 5        | 太寧街           | 惠亨街                   |
| 6        | 康怡廣場         | 康山道                   |
| 7        | 寶峰園           | 英皇道                   |
| 8        | 鰂魚涌街         | 英皇道                   |
| 9        | 太古坊           | 英皇道                   |
| 10       | 民新街           | 英皇道                   |
| 11       | 模範邨           | 英皇道                   |
| 12       | 健康村           | 英皇道                   |
| 東區走廊 |                  |                          |
| 13       | 舊灣仔警署       | 告士打道                 |
| 14       | 分域街           | 告士打道                 |
| 15       | 海富中心         | 夏慤道                   |
| 16       | 置地廣場         | 德輔道中                 |
| 17       | 中環街市         | 德輔道中                 |
| 18       | 中區政府碼頭     | 民光街                   |
| 19       | 中環3號碼頭      | 民光街                   |
| 20       | 中環5號碼頭      | 民光街                   |
| 21       | 中環（天星碼頭） | 民光街                   |
| 22*      | 中環碼頭         | 中環碼頭巴士總站         |
| 23       | 中環（交易廣場） | 中環（交易廣場）巴士總站 |
| 24*      | 域多利皇后街     | 干諾道中                 |
| 25*      | 德忌利士街       | 德輔道中                 |
| 26*      | 皇后像廣場       | 德輔道中                 |
| 27*      | 金鐘站           | 金鐘道                   |
| 28*      | 金星大廈         | 駱克道                   |
| ^        | 怡和大廈         | 干諾道中                 |
| ^        | 大會堂           | 干諾道中                 |
| ^        | 香港演藝學院     | 告士打道                 |
| 29       | 入境事務大樓     | 告士打道                 |
| 30*      | 灣仔碼頭         | 鴻興道                   |
| 東區走廊 |                  |                          |
| 31       | 北角消防局       | 渣華道                   |
| 32       | 北角官立小學     | 英皇道                   |
| 33       | 新威園           | 英皇道                   |
| 34       | 惠安苑           | 英皇道                   |
| 35       | 康怡廣場         | 康山道                   |
| 36       | 太康樓           | 太康街                   |
| 37       | 鯉景灣           | 鯉景道                   |
| 38       | 西灣河站         | 太安街                   |
| 39       | 東欣苑           | 耀興道                   |
| 40       | 東熹苑           | 耀興道                   |
| 41       | 東熹苑逸熹閣     | 耀興道                   |
| 42       | 耀東邨耀華樓     | 耀興道                   |
| 43       | 耀東邨           | 耀東邨巴士總站           |

- 上午特別班次不停有 * 號之車站，並改停有 ^ 之車站。

## 客量
本路線較鐵路方便及便宜，整體使用率頗高，加上早上西行2A線班次不穩，部分灣仔北通勤客寧願轉投收費較高的此路線，繁忙時間經常頂閘。